# Fahrplanfeld 801
Zu den Strecken des Fahrplanfelds 801 (Innenstädtische SBB-Verbindungen Zürich: Zürich Oerlikon–Zürich HB–Stettbach–Zürich Tiefenbrunnen–Zürich Wollishofen) siehe:
- Bahnstrecke Winterthur–Zürich (Zürich Oerlikon–Zürich HB–Stettbach)
- Rechtsufrige Zürichseebahn (Zürich HB–Zürich Tiefenbrunnen)
- Linksufrige Zürichseebahn (Zürich HB–Zürich Wollishofen)

| Dieser Artikel dient in Liste der Fahrplanfelder zur Weiterleitung auf die entsprechenden Bahnstrecken. |